# Elena Andreianova
Elena Ivanovna Andreïanova (en russe Елена Ивановна Андреянова ; Saint-Pétersbourg, 13 juillet 1819 - Paris, 26 octobre 1857) est une ballerine russe.

## Biographie
Diplômée de l'école de théâtre de Saint-Pétersbourg en 1837 (l’enseignant est Avdotia Istomina), elle entre au Théâtre Mariinsky et est la première danseuse russe à interpréter les rôles titres de Giselle (1842), de La Péri (1844) et de Paquita (1847).
Maîtresse du directeur des Théâtres impériaux Alexandre Guedeonov, elle est peu à peu écartée de la scène au profit de danseuses venues de Paris en représentation, comme Marie Taglioni et Fanny Elssler. Pour éviter un scandale majeur, Guedeonov l'envoie à Moscou se produire au Théâtre Bolchoï, où elle reste quinze ans.
Elle est considérée comme la meilleure ballerine russe du genre romantique, mais sa vie était tragique. Les roles principaux dans les théâtres impériaux de Pétersbourg étaient tenus traditionnellement par les danseuses européennes. Andreïanova a dansé aussi dans les autres salles. Son succès a été énorme. Elle a créé sa propre compagnie en 1852. Elle est partie en tournée. Mais la guerre de Crimée a commencé, et la tournée a été arrêtée.
Sa relation amoureuse avec Guedeonov s'est terminée, et elle a été congédiée des Théâtres impériaux. Son nom est tombé dans l'oubli.
Elle donne ensuite des représentations en Europe et finit par s'établir à Paris, où elle meurt à l'âge de 38 ans. Décédée le 26 octobre 1857, elle est inhumée au cimetière du Père-Lachaise (49e division),. Son tombeau est recouvert d'un gisant en marbre représentant une jeune femme.
Le cratère vénusien Andreianova a été nommé en son honneur.